# Medaile za námořní plavbu 1892/1893
Medaile za námořní plavbu 1892/93, je pamětní medaile založená dne 11. listopadu 1893 císařem Františkem Josefem I. u příležitosti desetiměsíční cesty kolem světa na SMS Kaiserin Elisabeth, na níž se plavil arcivévoda František Ferdinand d'Este. Dekorace byla určena účastníkům této plavby.
Medaile byla ražena z bronzu a byla pozlacena.

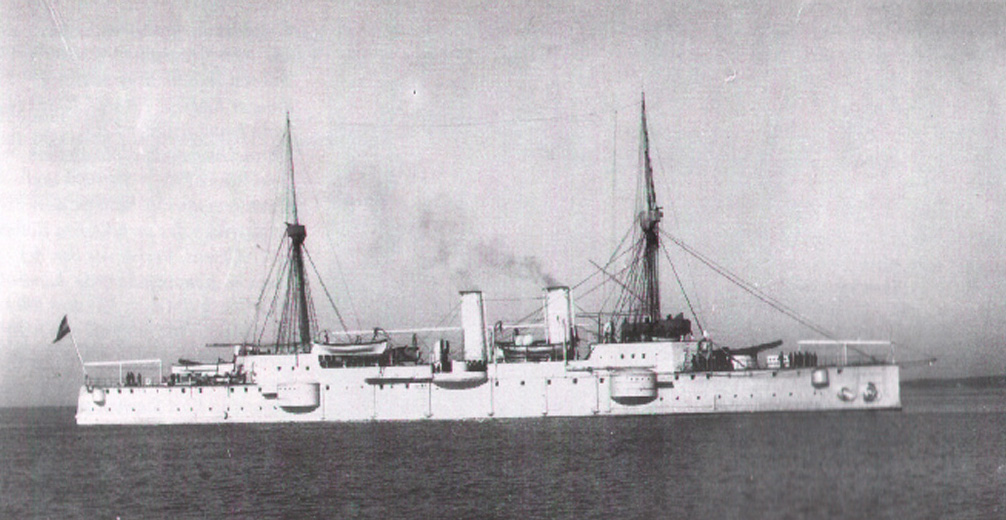
SMS Kaiserin Elisabeth